# Іст-Гленвілл (Нью-Йорк)
Іст-Гленвілл (англ. East Glenville) — переписна місцевість (CDP) в США, в окрузі Скенектеді штату Нью-Йорк. Населення — 11 896 осіб (2020).

## Географія
Іст-Гленвілл розташований за координатами 42°51′44″ пн. ш. 73°55′11″ зх. д. / 42.86222° пн. ш. 73.91972° зх. д. (42.862249, -73.919639).  За даними Бюро перепису населення США в 2010 році переписна місцевість мала площу 19,30 км², з яких 18,56 км² — суходіл та 0,74 км² — водойми.

## Демографія
Згідно з переписом 2010 року, у переписній місцевості мешкало 6616 осіб у 2642 домогосподарствах у складі 1790 родин. Густота населення становила 343 особи/км².  Було 2803 помешкання (145/км²).
Расовий склад населення:
| - 94,0 % — білих - 3,0 % — азіатів - 0,8 % — чорних або афроамериканців |

До двох чи більше рас належало 1,5 %. Частка іспаномовних становила 1,9 % від усіх жителів.
За віковим діапазоном населення розподілялося таким чином: 22,1 % — особи молодші 18 років, 58,9 % — особи у віці 18—64 років, 19,0 % — особи у віці 65 років та старші. Медіана віку мешканця становила 43,9 року. На 100 осіб жіночої статі у переписній місцевості припадало 92,5 чоловіків;  на 100 жінок у віці від 18 років та старших — 90,2 чоловіків також старших 18 років.
Середній дохід на одне домашнє господарство  становив 80 617 доларів США (медіана — 72 295), а середній дохід на одну сім'ю — 98 629 доларів (медіана — 91 296). Медіана доходів становила 66 304 долари для чоловіків та 48 200 доларів для жінок. За межею бідності перебувало 4,4 % осіб, у тому числі 4,4 % дітей у віці до 18 років та 6,1 % осіб у віці 65 років та старших.
Цивільне працевлаштоване населення становило 2989 осіб. Основні галузі зайнятості: освіта, охорона здоров'я та соціальна допомога — 30,6 %, мистецтво, розваги та відпочинок — 12,0 %, роздрібна торгівля — 10,7 %, науковці, спеціалісти, менеджери — 10,3 %.